# Hybomys univittatus
Hybomys univittatus is een knaagdier uit het geslacht Hybomys dat voorkomt van Zuidoost-Nigeria tot Zuid-Oeganda, West-Rwanda en Noordwest-Zambia. Deze soort bestaat in werkelijkheid waarschijnlijk uit meerdere, op elkaar lijkende soorten; zo zijn de populaties uit Oeganda, Rwanda en het oosten van Congo-Kinshasa al eens als een aparte soort, H. lunaris erkend, maar die naam slaat op een andere, kleine soort. Het karyotype bedraagt 2n=44 in Zuid-Kameroen en 2n=48 in Gabon en Rwanda.